# Parafia św. Michała Archanioła w Cohoes
Parafia św. Michała Archanioła w Cohoes (ang. St. Michael's Parish) – parafia rzymskokatolicka położona w Cohoes, w stanie Nowy Jork, Stany Zjednoczone.
Jest ona wieloetniczną parafią w diecezji Albany, z mszą św. w jęz. polskim dla polskich imigrantów.
Ustanowiona w 1904 roku i dedykowana św. Michałowi Archaniołowi.

## Szkoły
- St. Michael's Polish School

## Nabożeństwa w języku polskim
- Druga i czwarta niedziela miesiąca – godz. 09:00